# Ossobuco alla milanese
Ossobuco alla milanese là một đặc sản có nguồn gốc từ Milan, Ý với các loại thịt bê cắt chéo được om với rau, rượu vang trắng và nước dùng. Nó thường được trang trí với gremolata và theo truyền thống được phục vụ với risotto alla milan hoặc polenta, tùy thuộc vào sự thay đổi của khu vực. Tủy trong lỗ trên xương, một món ngon được đánh giá cao, là đặc điểm xác định của món ăn.
Thành phần cơ bản của món Ossobuco là thịt bê, tốt nhất nên lấy phần rộng nhất của chân sau nơi có một lượng thịt tương đối xung quanh xương tủy.

## Ý nghĩa tên gọi
Tên gọi này xuất phát từ ossbus, có nghĩa là "xương có lỗ" và dùng để chỉ thịt bê được cắt. Trong phần xương có chứa tủy ngon và có thể được lấy ra bằng muỗng nhỏ.

## Lịch sử
Nếu xem xét món gremolata đi kèm với Ossobuco, có thể đoán rằng món ăn này đã được làm từ thế kỷ 18. Theo truyền thống, món ăn này được nêm gia vị trước khi được phục vụ với gremolata bằng hỗn hợp chanh bào, mùi tây và tỏi, trong đó chanh đã thay thế hoàn toàn các loại gia vị đắt tiền hơn như Đinh Hương, Quế và Nhục đậu khấu. Vào thời kỳ đó và trước đó, món ăn này không bao gồm cà chua, thứ chỉ được sử dụng rộng rãi vào cuối thế kỷ 18. Clifford Wright và các nhà sử học khác tin rằng món này có thể có nguồn gốc từ một trang trại ở Lombardia vào khoảng thế kỷ 19. Một số người khác nghĩ rằng Ossobuco có một lịch sử rất gần đây, vì nó không xuất hiện trong các cuốn sách dạy nấu ăn phổ biến của thế kỷ 19, chẳng hạn như La vera cucina lombarda (Ẩm thực Lombardia đích thực) được xuất bản vào năm 1890 bởi một tác giả không rõ. Vào năm 1891, món ăn này được đưa vào trong một cuốn sách nấu ăn tên "La Scienza in Cucina e l'Arte di Mangiare Bene" của Pellegrino Artusi (The Science in the Kitchen and the Art of Eating Well) - một trong những bộ sưu tập đầu tiên về ẩm thực nước Ý.
Ở Milan, nó được coi trọng và đã được công bố quyền sở hữu của họ đối với món ăn địa phương này vào năm 2007.

## Các biến thể
Các công thức về món ăn này đã xuất hiện trong sách dạy nấu ăn ở Pháp, Mĩ, Anh. Một vài biến thể chỉ có hành tây, nhưng sau đó khác lại có thêm cà rốt và cần tây xắt nhỏ và tạo nên món Ý soffritto cổ điển. Trong phiên bản gốc, cà chua không được thêm vào vì nó không được nhập vào ý từ cuối thế kỉ 19, nhưng ngày nay cà chua được sử dụng thường xuyên hơn.
Các công thức nấu ăn truyền thống yêu cầu ngâm thịt bê đã được làm chín với rượu và sau đó để nó bay hơi. Sau đó, ossobuchi được nêm với tiêu và muối và nấu ở nhiệt độ thấp trong chảo đã đậy nắp, thỉnh thoảng lật chúng lại và dùng với nước dùng nếu cần. Đó là kỹ thuật nguyên bản của Ý được gọi là arrosto morto "rang chết" hoặc om trên bếp, nhưng sau vài thập kỷ nó đã được thay thế bằng một cách nấu rất phổ biến trong ẩm thực Pháp xuất hiện vào những năm bảy mươi của thế kỷ 20 như trong cuốn Essentials của Marcela Hazan (1974): sau khi rượu bay hơi, ossobuchi được phủ bằng nước dùng và đặt trong lò nóng để om.

## Món ăn kèm
Một vài món ăn kèm với Ossobuco có thể kể đến như Risotto Alla Milanese, polenta, khoai tây nghiền và súp lơ xay nhuyễn có thể thay thế khoai tây nghiền.